# Death Stranding: I'll Keep Coming
Death Stranding: I'll Keep Coming è un singolo del gruppo musicale islandese Low Roar, pubblicato nel gennaio 2017 dalla Mondo Music.

## Descrizione
Entrambe le tracce del singolo sono state presentate come colonna sonora ufficiale del videogioco Death Stranding fin dalla sua campagna pubblicitaria, per poi venire incluse anche nel disco Death Stranding (Songs from the Video Game).

## Tracce
Lato A
1. I'll Keep Coming – 5:52

Lato B
1. Easy Way Out – 4:48

## Formazione
Musicisti
- Ryan Karazija – strumentazione

Produzione
- Ryan Karazija – produzione, missaggio, registrazione
- Andrew Scheps – produzione, missaggio, registrazione
- Mike Lindsay – produzione, missaggio, registrazione
- Rob Jones – direzione artistica